# Vågtal
Vågtal är omvänt proportionellt mot våglängd. Definitionerna skiljer sig mellan användningen inom spektroskopi och i vågrörelselära. 

## Spektroskopi
Inom spektroskopi definieras vågtalet {\displaystyle {\tilde {\nu }}} som reciproken av våglängden λ,
{\displaystyle {\tilde {\nu }}={\frac {1}{\lambda }}.}
Den brukar ha måttenheten cm-1, eller reciprokcentimeter. Denna enhet kallas även Kayser (efter Heinrich Kayser). Ljus med våglängd 500 nm (grön), har vågtal 20 000 cm-1 eller 20 kK. Fotonenergi är proportionell mot vågtal; 10 kK är 1,24 eV.

## Vågrörelselära
I den matematiska beskrivningen av vågor definieras det cirkulära vågtalet k som 
{\displaystyle k={\frac {2\pi }{\lambda }},}
det vill säga ett varv i radianer dividerat med våglängden. Fasfaktorer får så en enklare form. En fortskridande våg i en dimension kan beskrivas med uttrycket
{\displaystyle y(x,t)=A\sin \left({\frac {2\pi x}{\lambda }}-{\frac {2\pi t}{\tau }}\right)=A\sin(kx-\omega t)=A\Im \left(e^{i(kx-\omega t)}\right),}
där τ är perioden och ω=2πf är vinkelfrekvensen.
En modernare benämning av vågtal är repetens medan cirkulärt vågtal kallas vinkelrepetens.
Dämpade vågor har komplext vågtal.